# Estrées-Mons
Estrées-Mons é uma comuna francesa na região administrativa de Altos da França, no departamento de Somme. Estende-se por uma área de 15,3 km². Em 2010 a comuna tinha 611 habitantes (densidade: 39,9 hab./km²).